# Franz Levacher
Franz Levacher (* 4. Oktober 1880 in Saarlouis; † 1947) war ein saarländischer Politiker (Zentrum, NSDAP) und Mitglied des Saarländischen Landesrats.

## Leben
Levacher studierte Rechtswissenschaften und legte 1901 seine Erste Staatsprüfung in Köln ab, 1907 dann die Große Staatsprüfung in Berlin. In den Jahren 1902 und 1903 absolvierte er seinen Militärdienst.
Ab 1908 war er Rechtsanwalt bei dem Amtsgericht Saarlouis. Den Ersten Weltkrieg erlebte er als Soldat an der Front und wurde mit dem Eisernen Kreuz 1. und 2. Klasse ausgezeichnet. Nach Kriegsende begann er 1919 eine Tätigkeit in einer gemeinsamen Kanzlei mit Hubert Ney.
1919 bis 1934 war Levacher Mitglied des Zentrums und wurde Fraktionsführer des Zentrums im Saarländischen Landesrat. Er war außerdem Sprecher zu außenpolitischen Problemen im Landesrat und Sprecher des Zentrums bei einer Delegation, die die saarländischen Interessen beim Völkerbund in Genf vertrat.
Levacher wurde Mitglied der Bewegung Deutschen Front, einer Initiative unter der Kontrolle der NSDAP, die sich für einen Anschluss des Saargebiets an das Deutsche Reich einsetzte. Ein „Führerrat“ wurde gebildet, dem auch Franz Levacher angehörte. 1935 beendete er seine Tätigkeit in der Kanzlei mit Ney, nach Auflösung der Zentrumspartei trat Levacher zum 1. November 1935 der NSDAP bei (Mitgliedsnummer 6.928.845). Er wurde Leiter der Rechtsberatungsstelle des Nationalsozialistischen Rechtswahrerbunds in Saarlouis.

## Veröffentlichungen
- mit Fritz Kloevekorn: Das Saargebiet, seine Struktur, seine Probleme, Gebr. Hoser, Saarbrücken